# Sammys äventyr 2
Sammys äventyr 2 (engelska: A Turtle's Tale 2: Sammy's Escape from Paradise) är en belgisk-fransk animerad film från 2012, samt en uppföljare till filmen Sammys äventyr – Den hemliga vägen, från 2010. Filmen hade belgisk och fransk biopremiär den 15 augusti 2012, medan den svenska biopremiären ägde rum den 28 september samma år. De engelska originalrösterna i filmen görs av bland annat Kaitlyn Maher, Khary Payton och Carlos Alazraqui.

## Handling
Filmens handling kretsar kring sköldpaddskompisarna Sammy och Ray, som blir tillfångatagna av en eller flera tjuvjägare, när de är och avnjuter en välförtjänt sol- och badsemester, tillsammans med sina barnbarn Ricky och Ella. De två sköldpaddorna hamnar därefter i Dubai, där de har blivit en del av en vattenshow, avsedd för turister. Under tiden som Sammy och Ray försöker komma på ett sätt med att ta sig därifrån, så har deras barnbarn Ricky och Ella lyckats ta sig hela vägen till destinationsplatsen, så att de kan rädda tillbaka sina mor/farfäder. Men frågan är bara hur...?

## Rollista (i urval)
| Karaktär  | Engelsk originalröst | Svensk originalröst      |
| --------- | -------------------- | ------------------------ |
| Ella      | Kaitlyn Maher        | Tea Stjärne              |
| Ricky     | Carter Hastings      | Isak Nilsson             |
| Sammy     | Alan Shearman        | Allan Svensson           |
| Ray       | Khary Payton         | Tommy Nilsson            |
| Manuel    | Dino Andrade         | Ingemar Åberg            |
| Consuelo  | Alanna Ubach         | Anna Book                |
| Store D   | Carlos Alazraqui     | Niklas Engdahl           |
| Annabel   | Camille Labadie      | Clara Rynger             |
| Margaret  | Bridget Hoffman      | Josephine Bornebusch     |
| Lulu Lulu | Joe J. Thomas        | Fredde Granberg          |
| Jimbo     | Bill Parks           | Andreas Rothlin Svensson |
| Shelly    | Grey DeLisle         | Gunnel Fred              |
| Marco     | Joey D'Auria         | Fredrik Hiller           |
| Phillippe | John Kassir          | Johan Hedenberg          |
| Toots     | Patrick Seitz        | Anders Timell            |
| Albert    | Doug Stone           | Adam Fietz               |